# سیارک ۳۳۱
سیارک ۳۳۱ (به انگلیسی: 331 Etheridgea) سیصد و سی و یکمین سیارک کشف شده‌است که در ۱ آوریل ۱۸۹۲ و در نیس کشف شد.
قدر مطلق سیارک برابر ۹٫۶۲ است.